# ブロードウェイ・ブギウギ
『ブロードウェイ・ブギウギ』(Broadway Boogie Woogie) は、ピート・モンドリアンにより1940年にニューヨークに移った後の1942-3年に描かれた絵画。それ以前の作品と比較して、キャンバスはずっと多くの正方形により分割されている。モンドリアンはキャリアのほとんどを抽象作品を作成するのに費やしたが、この絵はマンハッタンの街のグリッドや、愛したアフリカ系アメリカ人のブルース音楽であるブギウギなど明確な現実世界の例に触発されている。1943年にニューヨーク市のバレンタインギャラリーにブラジルの彫刻家マリア・マルティンスの作品とモンドリアンのこの絵画が展示された後、マルティンスにより800ドルで購入された。マルティンスはのちにこの絵画をニューヨーク近代美術館に寄贈した。

## 分析
モンドリアンがニューヨークに逃げた時、端正で厳格な建築が好きであった。彼はこの作品にジャズのムードとトーンを統合した。モンドリアンはこれを「自然な外観の破壊、そして純粋な手段の断続的な対立による構築（つまりダイナミックなリズム）」と呼んだ。